# 夏生さち
夏生 さち（なつお さち、1992年8月15日 - ）は、熊本県天草市出身の女優、元ファッションモデル。
かつてはフォスターに所属していた。

## 来歴
2004年、地元熊本の天草四郎美少年コンテストで初代グランプリに輝く。コンテスト会場に来ていた芸能事務所フォスターのスタッフにスカウトされ、1年後、契約した。芸能界入りする前は、児童福祉施設を経営する両親の影響で、保育士になるのが夢だった。熊本市内の高校に進学し、介護福祉士の資格を取得した。
2006年、ネットムービー『初恋のてんまつ』で女優デビューを果たす。2009年、前野朋哉監督映画『脚の生えたおたまじゃくし』のヒロイン役を好演。

## 人物
趣味はバスケットボール、特技はピアノ演奏、モダンバレエ、ジャズダンス。憧れの人物は鈴木杏。

## 出演

### 映画
- 14歳（2007年）- 林路子役
- ブルーラビリンス（2007年）- 高浜凪役
- ゲゲゲの鬼太郎 千年呪い歌（2008年） - エリ役
- シャーリーの好色人生と転落人生（2008年）- 河津寛子役
- 脚の生えたおたまじゃくし（2009年） - 川島奈々恵
- 手のひらの幸せ（2010年）- 謎の若い女性 役

#### Vシネマ
- ヒロミくん!全国総番長への道（2011年4月15日、松竹）

### テレビドラマ
- お・ばんざい!（2007年、毎日放送/TBS系） - 坂下彩役
- アンデュ・ドラマプロジェクト ツナガルココロ 〜3つの愛の物語〜（2007年9月29日、中京テレビ） - 千裕役
- 太陽と海の教室（2008年7月 - 9月、フジテレビ） - 椿木朱音役

### CM
- NTTドコモ東海 待ち合わせ篇（2007年）
- サントリー サントリー天然水（奥大山）山に祈る編（2009年）、試合編(2010年)

### PV
- KOKIA「愛のメロディー」（2006年）

### WEB
- 初恋のてんまつ（2006年）

### 雑誌
- Hana*chu→（主婦の友社、- 2008年）専属モデル